# Falling in Reverse
I Falling in Reverse sono un gruppo musicale statunitense formato a Las Vegas nel 2006 dall'ex frontman degli Escape the Fate, Ronnie Radke.

## Storia del gruppo

### I primi anni (2006-2010)
Nel 2006 Ronnie Radke aveva in mente l'idea di formare un nuovo gruppo con l'amico Nason Schoeffler, mentre era ancora negli Escape the Fate. Inizialmente chiamata "From Behind These Walls", la band viene presto rinominata in "Falling in Reverse" ed entra in piena attività nel 2008, quando Radke esce dagli Escape the Fate. Nello stesso anno viene condannato a due anni e mezzo di reclusione, anche se in prigione riesce a rimanere in contatto con diversi musicisti e ha modo di registrare almeno una demo, grazie al bassista Schoeffler, che aveva reclutato i chitarristi Jacky Vincent e Derek Jones.
Al suo rilascio dal carcere nel dicembre 2010, Radke annuncia l'inizio di nuove registrazioni con Baskette, nonostante il gruppo sia ancora alla ricerca di un batterista, dato che i candidati avevano problemi con la droga. A fine dicembre viene annunciata l'entrata del batterista Scott Gee, che però all'inizio del 2011 lascia il gruppo e viene poi sostituito da Ryan Seaman dei The Bigger Lights a maggio.

### The Drug in Me Is You(2011)
Il 26 luglio 2011 viene pubblicato il primo album del gruppo, The Drug in Me Is You, anticipato dal singolo Raised by Wolves e i videoclip di The Drug in Me Is You e I'm Not a Vampire, tutti disponibili esclusivamente su iTunes. Successivamente il bassista Mika Horiuchi decide di uscire dal gruppo, rimanendo comunque in buoni rapporti con gli altri membri. Per sostituirlo viene scelto Ronnie Ficarro, proveniente dal gruppo I Am Ghost.

### Fashionably Late(2012-2013)

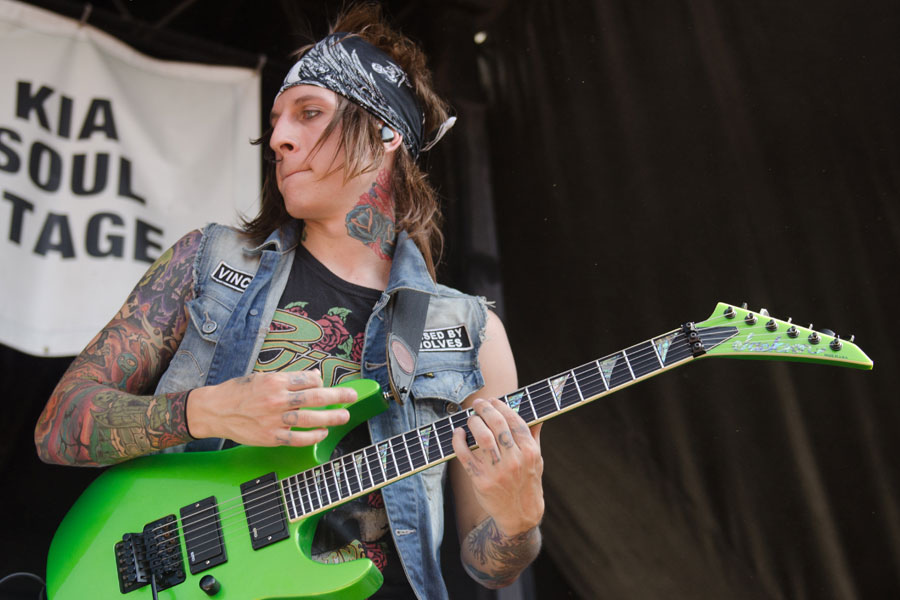
Il chitarrista Jacky Vincent in concerto con i Falling in Reverse nel 2012

Nel 2012 Ronnie Radke, attraverso il social network Twitter, annuncia di star già lavorando a un nuovo album della band. Durante la loro performance al Dirt Fest 2012 a Flint Michigan, Ronnie ha annunciato alla folla che sarebbe stato il loro ultimo spettacolo prima di tornare in studio per dedicarsi a tempo pieno alla creazione del secondo album della band. Ronnie ha anche detto in un'intervista nel numero 1442 della rivista Kerrang! che sarebbero stati in studio alla fine del 2012 per registrare demo, augurandosi di poter pubblicare nuovo materiale per l'inizio del 2013. Il 7 maggio 2013 viene pubblicato il primo singolo dal nuovo album e il relativo video musicale, intitolato Alone. L'album, Fashionably Late, viene successivamente pubblicato il 18 giugno 2013.

### Just Like You(2014-2015)
Nel marzo 2014 il cantante Ronnie Radke annuncia che il gruppo ha iniziato le registrazioni del suo terzo album. Il 12 maggio dello stesso anno viene tuttavia annunciato che il bassista Ron Ficarro ha lasciato ufficialmente la band, e che verrà rimpiazzato da Max Green, precedentemente negli Escape the Fate. Radke ha commentato così l'uscita di Ficarro dalla formazione:
Tuttavia, durante il loro tour di ottobre negli Stati Uniti, Max Green è costretto a lasciare la band per motivi personali. Viene sostituito, unicamente per i concerti, dal turnista Jonathan Wolfe. Il 24 febbraio 2015 è stato pubblicato il terzo album in studio dei Falling in Reverse, intitolato Just Like You.

## Formazione

### Attuale
- Ronnie Radke – voce (2008-presente)
- Max Georgiev – chitarra solista (2018-presente)
- Christian Thompson – chitarra ritmica, cori (2020-presente)
- Tyler Burgess – basso, cori (2021-presente)
- Luke Holland – batteria (2021-presente)

### Ex componenti
- Nason Schoeffler – basso, cori (2008-2011)
- Scott Gee – batteria, percussioni, cori (2010-2011)
- Mika Horiuchi – basso, cori (2011–2012)
- Ron Ficarro – basso, cori (2012-2014)
- Max Green – basso, cori (2014)
- Jacky Vincent – chitarra solista (2008-2015)
- Ryan Seaman – batteria, percussioni, cori (2011-2016)
- Christian Thompson – chitarra solista, voce secondaria, cori (2017-2018)
- Brandon Richter – batteria (2018-2019)
- Derek Jones – chitarra ritmica, cori (2009-2020)
- Johnny Mele – batteria (2019-2021)
- Wes Horton III – basso (2021-2022)

## Discografia

### Album in studio
- 2011 – The Drug in Me Is You
- 2013 – Fashionably Late
- 2015 – Just Like You
- 2017 – Coming Home
- 2024 – Popular Monster

### Singoli
- 2011 – Raised by Wolves
- 2011 – The Drug in Me Is You
- 2011 – I'm Not a Vampire
- 2012 – Pick Up the Phone
- 2013 – Alone
- 2013 – Fashionably Late
- 2014 – Gangsta's Paradise
- 2014 – God, If You Are Above...
- 2015 – Guillotine IV (The Final Chapter)
- 2016 – Coming Home
- 2017 – Loser
- 2017 – Superhero
- 2017 – Broken
- 2018 – Losing My Mind
- 2018 – Losing My Life
- 2019 – Drugs
- 2019 – Popular Monster
- 2020 – The Drug in Me Is Reimagined
- 2020 – Carry On
- 2021 – I'm Not a Vampire Revamped
- 2022 – Zombified
- 2022 – Voices in My Head
- 2023 – Watch the World Burn
- 2023 – Last Resort - Reimagined
- 2024 – Ronald (feat. Tech N9ne & Alex Terribile)
- 2024 – All My Life (feat. Jelly Roll)
- 2025 – God Is a Weapon (feat. Marilyn Manson)

### Video musicali
- 2011 – The Drug in Me Is You (diretto da Zach Merck)
- 2011 – I'm Not a Vampire (diretto da Zach Merck)
- 2012 – Raised by Wolves (diretto da Drew Russ)
- 2012 – Good Girls, Bad Guys (diretto da Zach Merck)
- 2013 – Alone (diretto da David Solomini)
- 2013 – Bad Girls Club (diretto da Zach Merck)
- 2014 – Gangsta's Paradise (diretto da Dan Centrone)
- 2015 – Just Like You (diretto da Zach Merck)
- 2016 – Chemical Prisoner (diretto da Zach Merck)
- 2017 – Coming Home (diretto da Jeb Hardwick)
- 2017 – Superhero (diretto da Ethan Lader)
- 2017 – Fuck You And All Your Friends (diretto da Ethan Lader)
- 2018 – Losing My Mind (diretto da Ethan Lader)
- 2019 – Drugs (diretto da Ethan Lader)
- 2019 – Popular Monster (diretto da Ethan Lader)
- 2020 – The Drug in Me Is Reimagined (diretto da Ethan Lader)
- 2021 – I'm Not a Vampire (Revamped) (diretto da Jansen Noen)
- 2022 – Zombified (diretto da Jensen Noen)
- 2022 – Voices In My Head (diretto da Jensen Noen)
- 2023 – Watch the World Burn (diretto da Jensen Noen)
- 2023 – Last Resort (Reimagined) (diretto da Jensen Noen)
- 2024 – Ronald (diretto da Jansen Noen)
- 2024 – All My Life (diretto da Jansen Noen)
- 2024 - Prequel
- 2025 - God is a weapon